# セバスチャン・バック
セバスチャン・バック（Sebastian Bach, 1968年4月3日- ）はバハマ生まれのソロのヘヴィメタルミュージシャン。俳優としても活動している。通称バズ。スキッド・ロウの初期ラインナップのヴォーカル。
声域は広く、掠れた声で歌い上げるシャウトから囁くような歌い方など、多彩な表現力を持つ。
身長193cmほどの長身に端正な顔立ちで、日本での人気も高く当初はヘヴィメタルシンガーとしてよりアイドル要素の強い傾向にあったが、現在はロックシンガーとして再認識されているようである。
キッスの大ファンとして知られ、1996年のキッス再結成ツアーの際、彼等のサポートを勤めるか否かでメンバーと揉め、壮絶な舌戦（セバスチャンが一方的に捲くし立てた形でもある）の末にスキッド・ロウを脱退した。
ジューダス・プリーストにも影響を受けていて、テレビの音楽番組にてDelivering the goodsをロブ・ハルフォードと共に披露した。
アクセル・ローズと親交があり、新生ガンズ・アンド・ローゼスのツアー中にアクセルの声が出なくなったときに、バックが自分のボイストレーナーを急遽紹介して無事乗り切ったというエピソードがある。また、ガンズ・アンド・ローゼスの2006年のツアーに帯同。うち20公演にゲスト参加して"My Michelle"などをデュエットしたり、イギリスでの公演中に声が出なくなったアクセルの代わりに、クライマックスの"Nightrain"や"Paradise City"を歌ったこともある。アクセルもセバスチャンのアルバム『Angel Down』の収録曲中3曲にゲスト参加した。
BURRN!誌に於いてコラム「FEEDBACH」を連載していた事もあった。
父親は画家のデイビット・バーク（カナダの有名な画家）。息子の所属するバンドのスキッド・ロウのセカンド・アルバム『SLAVE TO THE GRIND』及びセバスチャンのアルバム『Angel Down』のアートワークをデザインした。
妻マリアとの間に息子2人（パリス（ドラマーとして活動中）、ロンドン）娘1人（セバスティアナ・2007年誕生）を儲けたが2010年に離婚した。
2011年にハリケーン・アイリーンによりニュージャージー州ミドルタウンの自宅を失い、スーツケースに荷物を詰めて、知人の家を転々とする生活をしていた時期もあったが、2015年に再婚をして、現在はLAに在住している。

## 来歴
- バハマのフリーポートで生まれ、その後カナダに移住。幼少時は教会の聖歌隊で歌う。

- セバスチャンはヒッピーだった父親が好きだったラヴィン・スプーンフルのジョン・セバスチャンから命名された。

- 両親は12歳のときに離婚している。

- 1981　オーディションでKID WIKKIDに参加
- 1986　MADAM Xに参加
- 1987　SKID ROWに加入
- 1989　1ST ALBUM『SKID ROW』リリース

　　　　初来日公演
- 1991　GUNS N' ROSESのオープニングアクトとして全米ツアー

　　　　2nd ALBUM 『SLAVE TO THE GRIND』リリース（全米初登場1位）
- 1995　3rd ALBUM 『SUBHUMAN RACE』リリース
- 1996　SKID ROWを脱退、ソロ活動および新バンドTHE LAST HARD MENを始動
- 1998　ライヴ盤『BRING 'EM BACH ALIVE!』リリース
- 1999　全米ツアー
- 2000　ブロードウェイ・ミュージカルで活躍。『ロッキー・ホラー・ショウ』、『ジキル&ハイド』に出演
- 2001　カバーアルバム『BACH 2: BASICS』とTHE LAST HARD MENでのアルバムをリリース
- 2002　自らのホスト番組「FOREVER WILD」OA開始（全13回） DVD「FOREVER WILD」リリース

　　　　『ジーザス・クライスト・スーパースター』に出演（2003途中降板）
- 2003　シンガーを探していたVELVET REVOLVER（GUNS N' ROSESのスラッシュとダフ・マッケイガンのバンド）とスタジオ録音（しかし加入には至らず、シンガーはスコット・ウェイランドに決まった。スラッシュ曰く「SKID ROSES」のようになってしまったから。）
- 2004　『ジキル&ハイド』再演

　　　　Gilmore Girls (CW TV)にロックミュージシャン役で出演（～2007）

　　　　FRAMESHIFTの2nd ALBUMに参加
- 2006　GUNS N' ROSESのニューヨークでの4公演に飛び入り
- 2007　『ANGEL DOWN』リリース

　　　　"Back in the Saddle"(AEROSMITH)のカバーを聞いたジョーイ・クレイマー(AEROSMITH)から新バンド結成を打診されるも実現せず）。
- 2008　ANGEL DOWNツアー　5月～6月 ヨーロッパツアー
- 2009　カナダ公演 (w/BIG & RICH)

　12月 ヨーロッパツアー (w/アリス・クーパー)。フィンランド公演にマイケル・モンロー(HANOI ROCKS)飛入り
- 2010　1～2月 ヨーロッパ、カナダ、US、ロシア、南米ツアー (w/ GUNS N' ROSES)
- 2011　『KICKING & SCREAMING』リリース
- 2012　LOUD PARK 12 で来日公演

HALESTORMのメンバーがステージに飛び入り参加。50分の持ち時間終了後、係員の制止を振り切り、アンコールを敢行。
- 2014　『Give 'Em Hell』リリース

## 来日公演
SKID ROW
1989年7月
1990年12月 COUNTDOWN LIVE (東京ドーム w/BON JOVI、CINDERELLA、THE QUIREBOYS)
1991年9月～10月
1992年9月～10月
1995年6月, 10月
ソロ名義
1998年8月　
2006年7月 UDO MUSIC FESTIVAL
2007年6月
2012年10月27日 LOUD PARK 12（さいたまスーパーアリーナ）

## ディスコグラフィー
SKID ROW
- Skid Row (1989)
- Slave to the Grind (1991)
- B-Side Ourselves (1992)
- Subhuman Race (1995)
- Subhuman Beings on Tour (1998)
- 40 Seasons: THE BEST OF SKID ROW (1998) ベスト盤
- Hi-Five (2005)

THE LAST HARD MEN
- Scream サウンドトラック (1996)
- The Last Hard Men (1997)

FRAMESHIFT
- An Absense of Empathy (2005)

ソロ
- ブリング・エム・バック・アライヴ! - Bring 'Em Bach Alive! (1999)
- Bach 2: Basics (2001)
- Finding My Way (2007)
- エンジェル・ダウン - Angel Down (2007)
- キッキング・アンド・スクリーミング - Kicking & Screaming (2011)
- ギヴ・エム・ヘル - Give 'Em Hell (2014)

ゲスト参加
- Dr. Feelgood: モトリー・クルー  (1989)
- Believe in Me: ダフ・マッケイガン (1993)
- Working Man: A Tribute to Rush 「Working Man」,「Jacob's Ladder」 (1996)
- Slave to the Power: The Iron Maiden Tribute 「Children of The Damned」  (2000)
- Chinese Democracy: ガンズ・アンド・ローゼズ 「Sorry」 (2008)
- SIAM SHADE TRIBUTE: SIAM SHADE 「Don't tell lies」 (2010)

### 映像作品
- Oh Say Can You Scream (1991) - SKID ROW
- No Frills Video (1993) - SKID ROW
- Road Kill (1993) - SKID ROW
- Forever Wild (2004)
- Road Rage (2008)
- Battle With The Bottle (2008)

### 映画
- ROCK OF AGES（2012）主演: トム・クルーズ

## 舞台
- Jekyll & Hyde（Dr. Henry JekyllとEdward Hydeの2役）(2000)
- The Rocky Horror Show（Riff Raff役） (2001)
- Jesus Christ Superstar（Jesus of Nazareth役 (2002-2003) プロデューサーと意見が合わず途中降板
- Jekyll & Hyde (2004) ノースカロライナ州での再演

## 主なテレビ出演
- Kiss Loves You (2004)
- Point Doom (1999)
- （Don't Fear) The Reaper (2001)
- Gilmore Girls (2003-2007)
- Trailer Park Boys (2007)
- Celebrity Fit Club (2010) VH1

## エピソード
- スキッド・ロウ時代の曲のほとんどは、その権利を裁判でボン・ジョヴィのジョン・ボン・ジョヴィが獲得している。
- ロング・ランニングが趣味で、出先でもよく走っている。
- 2011年8月のハリケーンでニュージャージーの自宅が壊滅。SKID ROW時代のマスターテープが失われた。
- ギタリストのニック・スターリングを高く評価し、「キッキング・アンド・スクリーミング 」では多くの楽曲をスターリングが手掛けている。その後、2012年夏にスターリングはバンドを離脱した。